# Yvonne Gilli
Pour les articles homonymes, voir Gilli.
Yvonne Gilli, née le 7 mars 1957 à Baar, est un médecin et une personnalité politique suisse, membre des Verts.

## Biographie
Fille d'un ouvrier non qualifié, Yvonne Gilli grandit dans le canton de Zoug. 
Après une formation d’infirmière, elle obtient sa maturité en suivant des cours du soir avant d’étudier la médecine à l’Université de Zurich. En parallèle, elle suit une formation en homéopathie classique et médecine traditionnelle chinoise. 
Depuis 1996, elle exerce la médecine interne générale dans son propre cabinet à Wil.

### Parcours politique
Initialement membre de la ligue révolutionnaire marxiste, elle adhère en 2000 aux Verts du canton de Saint-Gall et siège au parlement de la ville de Wil de 2000 à 2005. 
De 2004 à 2007, elle est députée au Grand Conseil du canton de Saint-Gall.
En octobre 2007, elle est élue au Conseil national. Elle est réélue pour une deuxième législature en 2011. Elle est membre de la Commission de la science, de l'éducation et de la culture de 2007 à 2013, de la Commission de la sécurité sociale et de la santé publique de 2008 à 2015 et de la Commission des finances de 2013 à 2015. 
En 2009, elle publie avec son collègue de parti Bastien Girod un document de travail sur la limitation de l'immigration en Suisse, ce qui suscite des critiques au sein de son parti. En 2013, elle déclare ne pas avoir fait vacciner ses enfants contre la rougeole.
Elle échoue à se faire réélire en 2015. Elle est à nouveau candidate en 2019, mais n'est pas élue.

### Autres activités
De 2016 à 2020, elle est membre du comité central de la Fédération des médecins suisses (FMH). 
Le 28 octobre 2020, elle est élue à la présidence de la FMH. Elle est la première femme à ce poste.

### Vie privée
Elle épouse un physicien, dont elle est séparée, avec qui elle a trois enfants, nés en 1991, 1993 et 2000.

## Sources
- (de) Cet article est partiellement ou en totalité issu de l’article de Wikipédia en allemand intitulé « Yvonne Gilli » (voir la liste des auteurs).